# サイクロトロン

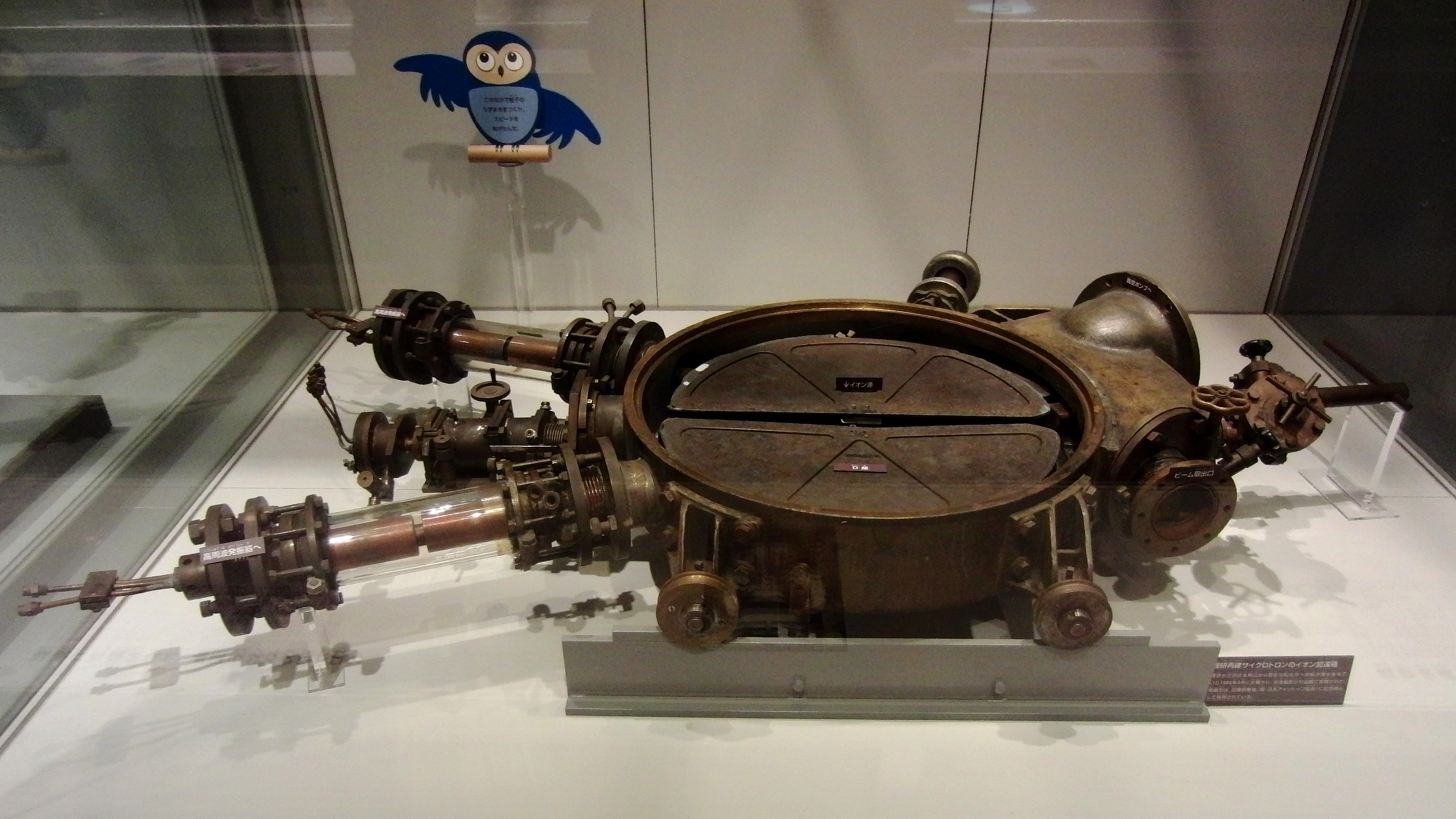
現存する「理研・第3号サイクロトロン」のイオン加速器

サイクロトロンとは、イオンを加速するための円形加速器の一種。

## 概要
アーネスト・ローレンスが1931年に考案した。彼は1934年にアメリカ合衆国特許第 1,948,384号を取得した。当初、ノルウェーの物理学者ロルフ・ヴィデローの論文に触発されてローレンスはDavid H. Sloanと共に線形加速器を作ったものの、当時に使用可能だった高周波電源では線形加速器が長くなりすぎるため、小型化を検討したとされる。ローレンスは一様な磁場の中の荷電粒子の回転周期が粒子の運動エネルギーによらず（非相対論的には）一定であることを見つけ、当時は学生だったM.S.リヴィングストンが小型の原理実証機を作った。直径4インチ（10センチメートル）のもので水素分子イオンを80keVまで加速でき、次には直径11インチで1931年に陽子を1.1MeVまで、磁場補正で集束力を付けて1932年に1.22MeVまで加速できた。その後、リヴィングストンとローレンスは実用機として、1934年にPoulsen arc magnetを利用した27インチのものを製作した。世界で初めて合成された元素であるテクネチウムは、モリブデンにサイクロトロンで加速した重陽子線をぶつけて合成された。
1939年、ジョセフ・ロートブラットがイギリスへ渡り、リヴァプール大学でサイクロトロンの研究に関わった。1940年、エドウィン・マクミランがサイクロトロンを用いて超ウラン元素であるネプツニウムを発見した。1945年、マクミランはサイクロトロンより高エネルギーにまでイオンを加速できるシンクロトロンの着想を得た。
最大加速エネルギーはシンクロトロンの方が上回るものの、サイクロトロンは連続してビームを加速することが可能であり、大強度（粒子数が多い）のビームを生成できることから、放射性同位元素の生成や原子核物理学の実験、半導体デバイスのソフトエラーの検証などの目的で多用されている。特に、ポジトロン断層法 (PET) に使用される11C、13N、15O、18Fのような放射性同位元素は寿命が数分から数時間と短く、長距離を輸送すると崩壊してしまうため、医療施設に設置された小型のサイクロトロンによって生成されることが多く、日本だけでも100施設を超える。

## 原理

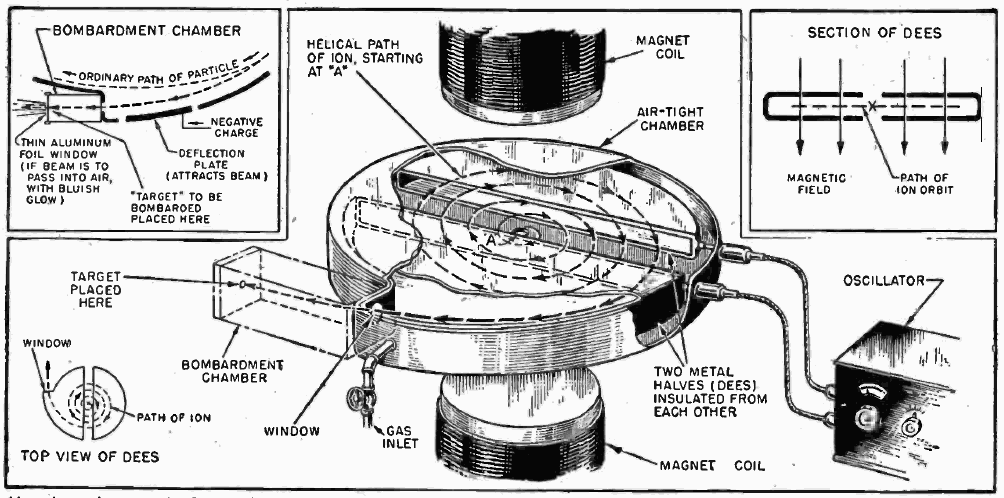
サイクロトロンの動作原理図。磁極は実際より小さく描かれている。磁極は一様な磁場を作るためにディーと同程度の大きさである。中央のチェンバーの中は真空ポンプによって高真空に減圧されている。

電磁石で作られた磁場の中をイオンが運動すると、ローレンツ力によって軌道は円を描く。交流電場が掛けられた電極によって加速されるにつれてイオンの軌道半径が広がり、やがてサイクロトロンの磁場の範囲から出る。加速するための交流電場が掛けられている電極は、アルファベットのDに似た形をしているためディー電極(Dee electrode)と呼ばれる。

### イオンの入射
サイクロトロンで加速されるイオンは、サイクロトロンの中央に置かれたイオン源で発生させるか、サイクロトロンの軸方向(磁場の方向)の中心に穴を開け、その穴に飛ばしたイオンをインフレクターと呼ばれる静電圧が掛けられた電極によって曲げることで磁場の方向に対して垂直な平面に入射する。このイオンは、ディー電極の中心にあるプラーと呼ばれる突起によって最初の加速を受け、磁場に垂直な平面内を周回し始める。

### イオンの加速
入射したイオンは電磁石が作る磁場からローレンツ力を受けることで円軌道を描く。ディー電極には交流電場がかかっており、サイクロトロンの等時性の関係
{\displaystyle \omega =v/\rho =qB/m}
(ω: 角速度, v: 速さ, ρ: 軌道半径, q: 電荷, B: 磁場, m: 質量) が成立しているので、この角速度ωに一致するように交流電場の角速度を設定すれば、イオンの周回する周期と交流電場の周期が一致する。よって交流電場がピークになるたびにディー電極の出入り口にイオンがやってくるので、周回するごとにイオンを加速することができる。加速されたイオンは軌道半径を増していく。

### イオンの出射
電磁石の最外部まで到達したイオンは、デフレクターと呼ばれる静電圧が掛けられた電極によって外に取り出され、様々な用途に利用される。放射性同位体製造用のサイクロトロンでは、イオンを外部に取り出さずにターゲットをサイクロトロン内部に設置し、サイクロトロン内で放射性同位体を製造することもある。

## サイクロトロンの種類

### 古典的サイクロトロン
サイクロトロンの中でイオンを加速していくとき、イオンのビームが最初から持っている進行方向のばらつきや同符号の電荷が反発することにより広がってしまい、最終的に壁に衝突して失われてしまうと最終的に取り出せるイオンの量は非常に少なくなってしまう。そこでイオンに対して何らかの収束作用が必要になる。古典的なサイクロトロンでは周辺部の磁場を中心の磁場よりも弱めることで弱収束を利用して軸方向の収束を得るが、イオンは加速されるにつれて相対論的効果により曲がりにくくなってしまい、イオンより遅れて周回することになる。ディーにイオンが入るタイミングで加速電圧が正である限りは加速できるため、ディーの電圧が最大になるよりも早いタイミングで入射し、遅いタイミングで取り出すことでイオンを加速することができる。しかしながら、イオンの運動エネルギーが増大して取り出す前に加速電圧が0になるタイミングに間に合わなくなってしまうとそれ以上加速できなくなるため加速エネルギーには限界がある。この限界は陽子の場合20MeV程度である。

### AVFサイクロトロン
AVFとはAzimuthally Varying Fieldの略で、方位角方向に磁場の強弱を付けることで強収束の原理によってイオンを収束する。AVFサイクロトロンでは、古典的サイクロトロンで加速できる限度よりもイオンの運動エネルギーが高くなっても等時性を保てるように、中心よりも周辺部の磁場を強くする。ここで方位角方向に磁場の強弱を付けると弱いところでは軌道半径が大きく、強いところでは軌道半径が小さくなり、磁場の強弱の境界を斜めに通過することになる。よって強収束の原理によってイオンを収束することができる。磁場の強弱は磁極にシムと呼ばれる鉄板を取り付けて磁極間の間隔を変えることで実現する。さらに、シムをスパイラル状にすれば磁場の強弱の境界に対して大きな角度でイオンが通過するため収束力を強くすることができる。このため古典的サイクロトロンよりも高エネルギーまで加速でき、陽子で90MeV、4Heで140MeV程度に達する。シムによって形成されたセクターによって収束するためSF(Sector Focusing)サイクロトロンとも呼ばれる。

### シンクロサイクロトロン
同じ磁場であればイオンが加速されるにつれて相対論的効果により周回する周期は長くなる。そこでイオンが加速するにつれてディーにかける電場の周波数を下げることで等時性を保つことができる。古典的なサイクロトロンよりも高エネルギーまで加速できるが、その代わりに連続してイオンを加速することができなくなった。シンクロサイクロトロンはマクミランによって発明された。

### リングサイクロトロン
AVFサイクロトロンのアイデアを発展させると磁場の弱いところを空隙にして磁場の強いところにのみ電磁石を置けば良いことになる。この空隙には強力な加速電場を発生させる加速空洞や入射出射のための装置も置くことができる。リングサイクロトロンはイオンを最も高エネルギーまで加速できるサイクロトロンであり、日本においては大阪大学核物理研究センターや理化学研究所仁科加速器研究センターに設置されている。

## 日本のサイクロトロン
日本では1936年に大阪帝国大学でサイクロトロンの建設が始まった。1937年に理化学研究所の仁科芳雄が主導して日本初の26インチ小サイクロトロンが完成した後、少し遅れて大阪帝国大学でも24インチ小サイクロトロンが完成し、1944年に理化学研究所にて200トンの大サイクロトロンが完成した。第二次世界大戦前から戦中にかけて日本国内に設置されたサイクロトロンは理化学研究所に大小2台、大阪大学に1台、京都大学に1台（建設中）あったが、戦後にはGHQによって破壊された。大阪大学に設置されていたサイクロトロンは1台だったが、ベータ線スペクトロメータ用の磁石をサイクロトロンと誤解され、破壊された。この破壊行為がアメリカの物理学者たちの批判を浴びた後、1951年5月に来日したアーネスト・ローレンスはこれらのサイクロトロンの再建を促した。

## 関連文献
- 伊藤順吉「磁気共鳴の夜明け」『日本物理学会誌』第51巻第7号、日本物理学会、1996年、2016年9月15日閲覧。
- 井上 信 (2008年9月30日). “破壊されたサイクロトロンこぼれ書き” (PDF). アルス文庫.   学術文化同友会：アルスの会. 2016年9月15日閲覧。